# Награды Пермского края
Награды Пермского края — награды субъекта Российской Федерации учреждённые Законодательным Собранием Пермского края согласно Закону Пермского края от 8 декабря 2013 года № 270-ПК «О наградах Пермского края» и других законодательных актов.
Награды Пермского края являются формой поощрения граждан Российской Федерации, а также иных лиц, в том числе и иностранных граждан, за заслуги в области государственного строительства, местного самоуправления, экономики, науки, культуры, искусства, образования, в укреплении законности и правопорядка, охране здоровья и жизни, защите прав и свобод человека и гражданина, воспитании, развитии спорта, за активную благотворительную деятельность и иные заслуги перед Пермским краем.

## Перечень наград

### Высшие награды
| Изображение награды                 | Наименование награды                                | Дата учреждения      | Правила награждения | Источник |
| Нагрудный знак Почётного гражданина | Почётное звание «Почётный гражданин Пермского края» | 3 сентября 2009 года | Почётное звание «Почётный гражданин Пермского края» является высшим признанием заслуг гражданина перед населением Пермского края. Почётное звание является личным, пожизненным или посмертным почётным званием. Почётное звание присваивается за выдающиеся заслуги в экономике, науке, культуре, искусстве, образовании, охране здоровья и правопорядка, государственном и муниципальном строительстве, благотворительной деятельности и за иные заслуги перед народом, Пермским краем, государством; Почётного звания удостаиваются граждане Российской Федерации и иностранные граждане. Почётное звание может быть присвоено посмертно. Почётное звание присваивается один раз в год ко дню образования Пермского края не более чем двум гражданам. Граждане удостоенные почётного звания имеют право на получение единовременного денежного вознаграждения и ряда льгот. | Закон Пермского края от 3 сентября 2009 года № 482-ПК «О почётном звании "Почётный гражданин Пермского края"» −−− Закон Пермского края от 8 декабря 2013 года № 270-ПК «О наградах Пермского края» |
| Знак I степени Знак II степени      | Памятный знак «Герб Пермского края» I и II степеней | 1 июня 2010 года     | Памятный знак «Герб Пермского края» является высшей наградой губернатора Пермского края за особые заслуги в области экономики, науки, охраны здоровья и жизни, образования, воспитания, искусства, культуры и спорта, защиты прав и свобод граждан, благотворительной деятельности, государственной гражданской и муниципальной службы, иные заслуги перед Пермским краем. Памятным знаком награждаются граждане Российской Федерации, иностранные граждане, лица без гражданства, государственные гражданские служащие Пермского края, муниципальные служащие органов местного самоуправления муниципальных образований Пермского края, лица, замещающие государственные должности Пермского края, муниципальные должности в муниципальных образованиях Пермского края, внесшие значительный вклад в социально-экономическое развитие Пермского края, способствующий росту его авторитета в Российской Федерации или за рубежом, имеющие широкую известность в Пермском крае и награжденные органами местного самоуправления муниципальных образований Пермского края, исполнительными органами государственной власти Пермского края, Правительством Пермского края, губернатором Пермского края. Памятный знак «Герб Пермского края» имеет две степени. Высшей степенью является I степень. Награждение памятным знаком производится последовательно, от низшей степени к высшей, не ранее чем через три года после предыдущего награждения и за новые заслуги, за исключением награждения за особо выдающиеся личные заслуги перед Пермским краем и его населением. | Указ губернатора Пермского края от 1 июня 2010 года № 34 «О наградах губернатора Пермского края» −−−                                                                                               |

### Почётные знаки
| Изображение награды                           | Наименование награды                                         | Дата учреждения      | Правила награждения | Источник |
|                                               | Почётный знак «За достойное воспитание детей»                | 3 ноября 2011 года   | Почётным знаком «За достойное воспитание детей» награждаются родители (усыновители), приёмные родители — граждане Российской Федерации (далее — родители), постоянно проживающие на территории Пермского края не менее пяти лет, состоящие в браке, заключённом в соответствии с федеральным законодательством, либо, в случае неполной семьи, один из родителей, родившие и воспитывающие (воспитавшие) пятерых и более детей, при достижении пятым ребёнком возраста восьми лет (но не старше 18 лет) и наличии в живых остальных детей. В случае если пятый или последующий ребенок достиг возраста 18 лет, награждение родителей почётным знаком производится при достижении младшим ребёнком возраста восьми лет, но не старше 18 лет. Награждаемые родители и их дети образуют социально ответственную семью, ведут здоровый образ жизни, обеспечивают надлежащий уровень заботы о здоровье, образовании, физическом, духовном и нравственном развитии детей, полное и гармоничное развитие их личности, подают пример укрепления института семьи и воспитания детей. При награждении почётным знаком учитываются также дети: - усыновленные (удочеренные) в установленном законодательством порядке; - погибшие или пропавшие без вести при защите СССР или Российской Федерации либо при исполнении иных обязанностей военной службы и охраны правопорядка, погибшие при спасении человеческой жизни, в результате стихийных бедствий, террористических актов и техногенных катастроф, а также умершие вследствие ранения, контузии, увечья или заболевания, полученных при вышеуказанных обстоятельствах, либо вследствие трудового увечья или профессионального заболевания; - дети-сироты и дети, оставшиеся без попечения родителей, находящиеся на воспитании в приемной семье. Награждение почётным знаком усыновителей производится при условии достойного воспитания и содержания усыновленных (удочеренных) детей в течение не менее трех лет. Награждение почётным знаком приёмных родителей производится при условии достойного воспитания и содержания приемных детей в течение не менее пяти лет. Одному из родителей, награждённому почётным знаком, выплачивается единовременное денежное вознаграждение. | Закон Пермского края от 3 ноября 2011 года № 846-ПК «О почётном знаке Пермского края "За достойное воспитание детей"» −−− Закон Пермского края от 8 декабря 2013 года № 270-ПК «О наградах Пермского края» −−−                                                                  |
|                                               | Почётный знак «За заслуги в развитии законодательства»       | 19 мая 2016 года     | Почётный знак «За заслуги в развитии законодательства» (далее — Почётный знак) является наградой Законодательного Собрания Пермского края. Почётным знаком награждаются граждане Российской Федерации; общественные объединения; организации за особый вклад в развитие законодательства Пермского края, за активное участие в законотворческой деятельности, направленной на достижение высоких результатов в социально-экономическом развитии Пермского края, обеспечении и защите законности, прав и свобод граждан, укреплении государственной власти, местного самоуправления и гражданского общества. К награждению Почётным знаком могут представляться лица, общественные объединения и организации, ранее награжденные Почётной грамотой Пермского края, но не ранее чем через 2 года после награждения Почётной грамотой. Гражданину, награждённому Почётным знаком, вручается удостоверение установленного образца, которое подписывается председателем Законодательного Собрания. Повторное награждение Почётным знаком не допускается. | Постановление Законодательного собрания Пермского края от 19 мая 2016 года № 2378 «О Почётном знаке "За заслуги в развитии законодательства"» −−− Лацканный вариант |
|                                               | Почётный знак «За заслуги в развитии спорта в Пермском крае» | 26 ноября 2012 года  | Почётным знаком Министерства физической культуры и спорта Пермского края «За заслуги в развитии спорта в Пермском крае» награждаются граждане Российской Федерации проживающие на территории Пермского края, внесшие значительный вклад в развитие массового спорта и спорта высших достижений: тренеры, спортсмены, работники физической культуры, за многолетний добросовестный труд, за вклад в развитие физической культуры и спорта в Пермском крае. Награждённые почётным знаком Министерства физической культуры и спорта Пермского края «За заслуги в развитии спорта в Пермском крае» получают возможность посещать все торжественные мероприятия, проводящиеся в Прикамье (Пермском крае) Министерством физической культуры и спорта Пермского края. | Приказ Министерства физической культуры и спорта Пермского края от 26 ноября 2012 года № СЭД-41-01-02-286 «Об утверждении положения о почётном знаке Министерства физической культуры и спорта Пермского края «За заслуги в развитии спорта в Пермском крае» −−−                |
|                                               | Памятный знак «За сохранение семейных ценностей»             | 2 марта 2021 года    | Памятным знаком «За сохранение семейных ценностей» награждаются супруги, проживающие на территории Пермского края и состоящие в браке, заключенном в соответствии с законодательством Российской Федерации, и отмечающие юбилейную дату с момента бракосочетания 50, 60 и 70 лет в год поощрения. Однократно в год, следующий за годом, в котором отмечается юбилейная дата, памятным знаком могут быть награждены супруги, в отношении которых в год, соответствующий юбилейной дате, инициаторами награждения не были направлены представления о награждении памятным знаком. Претенденты к награждению образуют социально ответственную семью, основанную на взаимной любви, заботе и уважении друг к другу, подают пример в укреплении института семьи и традиционных семейных ценностей. Представление о награждении памятным знаком вправе инициировать органы местного самоуправления Пермского края. Вручение памятного знака осуществляется губернатором Пермского края или по его поручению иным лицом в торжественной обстановке на мероприятиях, посвященных Дню семьи, любви и верности (8 июля). | Указ губернатора Пермского края от 2 марта 2021 года № 28 «О внесении изменений в Указ губернатора Пермского края от 1 июня 2010 года № 34 "О наградах губернатора Пермского края"»                                                                                             |
|                                               | Знак «Волонтёр Прикамья»                                     | 2 декабря 2011 года  | Награждение знаком «Волонтёр Прикамья» является формой поощрения губернатором Пермского края граждан, сознательно занимающихся неоплачиваемой социально значимой добровольческой деятельностью. Знаком могут быть награждены жители Пермского края, а также представители других регионов России и иностранные граждане при условии, что их добровольческая деятельность осуществлялась на территории Пермского края не менее одного года. Самовыдвижение кандидатов не допускается. Добровольческая деятельность претендента может осуществляться в любой сфере, за исключением политической и религиозной. Ежегодно знаком награждаются не более пяти граждан. Вручение знака осуществляется на торжественной церемонии, приуроченной к 5 декабря — Международному дню добровольцев, губернатором Пермского края или, по его поручению, членами Совета. Одновременно вручается копия распоряжения губернатора Пермского края «О награждении знаком "Волонтер Прикамья"». Информация о дате, времени и месте проведения торжественной церемонии направляется Администрацией в адрес награждаемых за 10 календарных дней до даты её проведения. | Указ губернатора Пермского края от 2 декабря 2011 года № 109 «О знаке "Волонтёр Прикамья"» |
| Нагрудный знак «Ветеран труда Пермского края» | Звание «Ветеран труда Пермского края»                        | 20 декабря 2012 года | Звание «Ветеран труда Пермского края» присваивается лицам, получающим трудовую пенсию по старости в соответствии с Федеральным законом от 17 января 2001 года № 173-ФЗ «О трудовых пенсиях в Российской Федерации», не являющимся ветеранами труда в соответствии с Федеральным законом от 12 января 1995 года № 5-ФЗ «О ветеранах», по одному из оснований: - наличие у лица страхового стажа не менее 35 лет для женщин и 40 лет для мужчин при условии осуществления работы и (или) иной деятельности на территории Пермского края не менее половины указанного срока; - наличие у лица страхового стажа не менее 20 лет для женщин, родивших и (или) усыновивших пять и более детей и воспитавших их до достижения ими возраста 8 лет, если они не были лишены родительских прав, при условии осуществления работы и (или) иной деятельности на территории Пермского края не менее половины указанного срока; - наличие у лица не менее одного из почётных званий и (или) поощрений Пермского края или Пермской области Присвоение звания «Ветеран труда Пермского края» осуществляется исполнительным органом государственной власти Пермского края, уполномоченным в сфере социальной защиты населения. Лицу, которому присвоено звание «Ветеран труда Пермского края», выдаётся нагрудный знак «Ветеран труда Пермского края» и удостоверение установленного образца, гарантирующее с момента его предъявления предоставление ежегодной денежной выплаты и мер социальной поддержки, установленных Законом. | Закон Пермского края от 20 декабря 2012 года № 146-ПК «О ветеранах труда Пермского края» −−− Постановление Правительства Пермского края от 13 февраля 2013 года № 52-п «О реализации Закона Пермского края от 20 декабря 2012 года № 146-ПК "О ветеранах труда Пермского края"» |

### Юбилейные медали и знаки
| Изображение награды | Наименование награды                                                     | Дата учреждения      | Правила награждения | Источник |
|                     | Юбилейная медаль «Во славу и развитие Перми»                             | 11 февраля 2022 года | Юбилейной медалью «Во славу и развитие Перми» награждаются граждане Российской Федерации, иностранные граждане, внесшие значительный вклад в социально-экономическое развитие города Перми, способствующий росту его авторитета в Пермском крае, Российской Федерации и (или) за рубежом. Вручение юбилейных медалей и удостоверений к ним осуществляется губернатором Пермского края или по его поручению другими лицами на мероприятиях, посвященных 300-летию города Перми, в течение юбилейного года. Дубликаты юбилейных медалей и (или) удостоверений к ним взамен утраченных не выдаются. Юбилейная медаль регистрируется в Геральдическом реестре Пермского края. | Указ губернатора Пермского края от 11 февраля 2022 года № 16 «Об учреждении наград к 300-летию города Перми» −−− |
|                     | Юбилейный памятный знак «Трудовому коллективу за вклад в развитие Перми» | 11 февраля 2022 года | Юбилейным памятным знаком «Трудовому коллективу за вклад в развитие Перми» награждаются коллективы организаций независимо от форм собственности, осуществляющие деятельность на территории города Перми и внесшие значительный вклад в социально-экономическое развитие города Перми, способствующий росту его авторитета в Пермском крае, Российской Федерации и (или) за рубежом. Предложения о награждении организаций юбилейным знаком инициируются Законодательным Собранием Пермского края, исполнительными органами государственной власти Пермского края, главами муниципальных образований Пермского края, Пермской городской Думой, организациями независимо от форм собственности. О награждении организаций юбилейным знаком издается распоряжение губернатора Пермского края. Вручение юбилейного знака осуществляется губернатором Пермского края или по его поручению другими лицами на торжественных мероприятиях, посвященных 300-летию основания города Перми, в течение юбилейного года. Дубликат юбилейного знака взамен утраченного не выдается. | Указ губернатора Пермского края от 11 февраля 2022 года № 16 «Об учреждении наград к 300-летию города Перми»     |

### Грамоты и благодарности
| Изображение награды | Наименование награды                          | Дата учреждения      | Правила награждения | Источник |
|                     | Почётная грамота Пермского края               | 4 сентября 2007 года | Почётной грамотой Пермского края награждаются граждане Российской Федерации, коллективы предприятий, организаций и учреждений независимо от форм собственности (далее - коллективы организаций) за высокие достижения, направленные на социально-экономическое развитие Пермского края. Почётной грамотой Пермского края граждане награждаются при условии широкого общественного признания их деятельности и значительного вклада в развитие Пермского края и наличия государственных или ведомственных наград, наград Пермского края, наград и поощрений губернатора Пермского края, Правительства Пермского края и исполнительных органов государственной власти Пермского края, а также грамот, дипломов и других документов, свидетельствующих об участии в профессиональных мероприятиях (конкурсах, фестивалях и других). Почётной грамотой Пермского края коллективы организаций награждаются в честь юбилейных дат: 25, 50, 75, 100 лет и каждые последующие 25 лет со дня их основания с учётом реального вклада в осуществление экономических реформ, развитие материально-технической базы, внедрение прогрессивных технологий, высокоэффективных форм и методов труда, выполнение обязательств перед бюджетами. Награждение представителей коллективов-юбиляров производится в соответствии с численностью работающих. Лицам, награждённым Почётной грамотой Пермского края, выплачивается денежное вознаграждение. | Закон Пермского края от 4 сентября 2007 года № 109-ПК «О Почётной грамоте Пермского края» −−− Закон Пермского края от 8 декабря 2013 года № 270-ПК «О наградах Пермского края» |
|                     | Почётная грамота Правительства Пермского края | 4 августа 2021 года  | Награждение Почётной грамотой Правительства Пермского края является формой поощрения граждан Российской Федерации, иностранных граждан и лиц без гражданства, коллективов организаций независимо от форм собственности, их филиалов, осуществляющих деятельность на территории Пермского края, за достигнутые результаты в профессиональной, общественной, учебной деятельности, направленные на социально-экономическое развитие Пермского края, благополучие его населения и оказывающие содействие в выполнении задач и осуществлении полномочий, возложенных на Правительство Пермского края. Почётной грамотой могут быть награждены: - граждане, имеющие государственные или ведомственные награды Российской Федерации, или награды (иные поощрения) губернатора Пермского края, с даты награждения которыми прошло не менее 3 лет; - граждане, имеющие благодарность Правительства Пермского края или награды органов местного самоуправления муниципальных образований Пермского края, исполнительных органов государственной власти Пермского края, с даты поощрения которыми прошло не менее 3 лет; - коллективы организаций в связи с юбилейными датами (15 лет со дня образования организации, её филиала и каждые последующие 5 лет) при отсутствии неисполненной обязанности по уплате налогов, сборов, страховых взносов, пеней, штрафов и процентов, подлежащих уплате в соответствии с законодательством Российской Федерации о налогах и сборах. | Постановление Правительства Пермского края от 04 августа 2021 года № 537-п «О наградах Правительства Пермского края»                                                           |
|                     | Благодарность Правительства Пермского края    | 4 августа 2021 года  | Объявление благодарности Правительства Пермского края является формой поощрения граждан, иностранных граждан и лиц без гражданства, коллективов организаций независимо от форм собственности, их филиалов, действующих на территории Пермского края: - за достигнутые результаты в профессиональной, общественной, учебной деятельности, направленные на социально-экономическое развитие Пермского края, благополучие его населения и оказывающие содействие в выполнении задач и осуществлении полномочий, возложенных на Правительство Пермского края; - за вклад в проведение отдельных мероприятий, проектов, программ, реализуемых с участием Правительства Пермского края. Благодарность может быть объявлена с учётом положений, указанных в пункте 1 Положения о награде: - гражданам при наличии наград и иных форм поощрений органов местного самоуправления муниципальных образований Пермского края, исполнительных органов государственной власти Пермского края, с даты награждения которыми прошло не менее одного года; - коллективам организаций при отсутствии неисполненной обязанности по уплате налогов, сборов, страховых взносов, пеней, штрафов, процентов, подлежащих уплате в соответствии с законодательством Российской Федерации о налогах и сборах. Условие о наличии у награждаемого лица наград и иных форм поощрений органов местного самоуправления муниципальных образований Пермского края, исполнительных органов государственной власти Пермского края может не применяться в случаях: - объявления благодарности за заслуги в проведении отдельных мероприятий, проектов, программ, реализуемых с участием Правительства Пермского края; - наличия у гражданина государственных или ведомственных наград Российской Федерации, или наград (иных поощрений) губернатора Пермского края. | Постановление Правительства Пермского края от 04 августа 2021 года № 537-п «О наградах Правительства Пермского края»                                                           |

### Премии
| Изображение награды            | Наименование награды                  | Дата учреждения      | Правила награждения | Источник |
| Нагрудный знак лауреата премии | Премии Пермского края в области науки | 1 сентября 2006 года | Премии Пермского края в области науки (далее — премии) устанавливаются для поощрения и поддержки талантливых учёных, работающих на предприятиях и в организациях Пермского края, за оригинальные научные работы, открытия, изобретения и научно-исследовательские разработки, имеющие большое научное и практическое значение для Пермского края, отечественной и мировой науки. Устанавливаются премии первой и второй степени, присуждаемые на конкурсной основе. Премии второй степени присуждаются молодым ученым, не достигшим 35 лет к моменту завершения приёма документов, премии первой степени присуждаются учёным без учёта возраста. Ежегодно Совет через средства массовой информации объявляет об очередном конкурсе на соискание восьми премий первой степени и восьми премий второй степени по следующим направлениям: - за лучшую работу в области физико-математических наук; - за лучшую работу в области химии и наук о материалах; - за лучшую работу в области технических наук; - за лучшую работу в области медицинских наук; - за лучшую работу в области наук о Земле; - за лучшую работу в области биологических и сельскохозяйственных наук; - за лучшую работу в области гуманитарных наук; - за лучшую работу в области социально-экономических и общественных наук. Ежегодно присуждается не более восьми премий первой степени и восьми премий второй степени по направлениям, определенным Советом. | Закон Пермского края от 1 сентября 2006 года № 13-КЗ «О премиях Пермского края в области науки» −−− Диплом лауреата |

## Награды города Перми
В соответствии с Уставом города Перми в целях поощрения жителей города Перми и иных лиц установлены следующие официальные поощрения города Перми:
- почётное звание «Почётный гражданин города Перми»;
- почётный знак «За заслуги перед городом Пермь»;
- почётная грамота города Перми.

Городские награды являются формой поощрения граждан и организаций за заслуги в экономике, совершенствование системы городского самоуправления, жилищно-коммунального хозяйства, науке, культуре, спорте, искусстве, военной службе и иные заслуги перед городом Пермь.
| Изображение награды                                                                                  | Наименование награды                              | Дата учреждения               | Правила награждения | Источник |
| Знак Почётного гражданина вручавшийся до 2007 года Знак Почётного гражданина вручающийся с 2007 года | Почётное звание «Почётный гражданин города Перми» | 1832 год −−− 22 мая 2001 года | Почётное звание «Почётный гражданин города Перми» является формой высшего общественного признания заслуг лица перед жителями города Перми. Почётное звание может быть присвоено: гражданам Российской Федерации, постоянно проживающим или проживавшим в городе Перми, гражданам иностранных государств. Почётное звание присваивается при жизни и является пожизненным. Права почётного гражданина передаче другому лицу не подлежат. Решение о присвоении почётного звания принимается Пермской городской Думой. Почётное звание присваивается не более чем двум гражданам один раз в год (календарный) в канун празднования Дня города. Почётное звание присваивается лицам, обладающим в городе Перми заслуженным общественным авторитетом за: - признание выдающихся личных заслуг перед городом в производственной, научной, образовательной, культурной, спортивной, общественной, благотворительной и иных областях деятельности; - исключительные достижения, которые способствовали укреплению и развитию муниципального образования город Пермь, росту его авторитета в Российской Федерации и за рубежом, подтвержденные наградами, премиями, дипломами, свидетельствами и иными формами признания заслуг; - совершение мужественных и героических поступков во благо города Перми. Основанием для присвоения почётного звания гражданам иностранных государств является выдающийся вклад в развитие города, его экономики и культуры. Лицам, удостоенным почётного звания, вручается диплом, удостоверение и нагрудный знак. Лица удостоенные почётного звания имеют право на получение единовременного денежного вознаграждения и ряда льгот. | Решение Пермской городской Думы от 22 мая 2001 года № 83 «Об утверждении положения о почётном звании "Почётный гражданин города Перми"» −−− Решение Пермской городской Думы от 27 ноября 2007 года № 286 «Об утверждении формы нагрудного знака, удостоверения и диплома почётного гражданина города Перми"» |
| | Почётный знак «За заслуги перед городом Пермь»    | 25 февраля 2014 года          | Почётный знак города Перми «За заслуги перед городом Пермь» является формой поощрения граждан в городе Перми. Почётным знаком награждаются граждане Российской Федерации, иностранные граждане и лица без гражданства, проживающие (проживавшие) в городе Перми, за: - заслуги в сфере общественных отношений, в области экономики, науки, культуры, искусства, образования, спорта, здравоохранения и иных отраслях во благо города Перми, которые должны быть подтверждены наградами, дипломами, свидетельствами или другими формами признания, полученными на международном, федеральном, региональном и городском уровнях, снискавшие широкую известность и авторитет; - совершение героического поступка или иного общественно значимого действия, приведшего к спасению людей, культурных или иных ценностей, предотвращению чрезвычайной ситуации (ее ликвидации) на территории города Перми, вызвавших значительный общественный резонанс. Награждение лиц Почётным знаком осуществляется при жизни. Повторное награждение Почётным знаком не производится. Лица награждённые почётным знаком имеют право на получение единовременного денежного вознаграждения и ряда льгот. | Решение Пермской городской Думы от 25 февраля 2014 года № 44 «О почётном знаке города перми "За заслуги перед городом Пермь"» |
| | Почётная грамота города Перми                     | 8 февраля 2000 года           | Почётная грамота города Перми — официальный документ, который является формой поощрения за особые заслуги и значительный вклад в развитие города Перми. Почётная грамота изготовляется на бланке с надписью «Почётная грамота» и вручается в рамке. Субъектами награждения Почётной грамотой являются: граждане Российской Федерации, иностранные граждане, лица без гражданства, организации. Основаниями для награждения Почётной грамотой являются: - совершение физическим лицом героического или иного общественно-значимого поступка, вызвавшего большой общественный резонанс в городе Перми; - активное участие субъекта награждения в благотворительной или попечительской деятельности на благо города Перми и его жителей; - значительный вклад физического лица в развитие сферы науки, образования, культуры, спорта, здравоохранения, экономики, городского хозяйства, предпринимательской деятельности, законности и правопорядка, иных сфер на благо города Перми; - значительный вклад юридического лица и организации, для которой юридическое лицо является правопреемником или его подразделения, коллектива в развитие города Перми, в том числе в сфере науки, образования, культуры, спорта, здравоохранения, экономики, законности и правопорядка, предпринимательской деятельности, городского хозяйства, в том числе внедрение экологически чистых технологий производства, создание новых рабочих мест. Награждение Почётной грамотой производится в преддверии праздничных дат. | Решение Пермской городской Думы от 08 февраля 2000 года № 15 «Об утверждении положения о Почётной грамоте города Перми» |